# Jerry Saltz
Jerry Saltz, född 19 februari 1951 i USA, är en amerikansk konstkritiker.
Jerry Saltz växte upp i en förort till Chicago som son till invandrare från Estland. Han gick några år på konstskola i Chicago och arbetade sedan med konst som medgrundare år 1973 till det konstnärsdrivna galleriet N.A.M.E. Gallery i Chicago och som kurator, innan han under andra hälften av 1970-talet flyttade till New York och försörjde sig som konstnär och som långtradarchaufför under fyra-fem år. Han har varit konstkritiker sedan mitten av 1980-talet, i The Village Voice 1998-2007 och sedan april 2007 i veckotidningen New York Magazine.
År 2007 fick Jerry Saltz Frank Jewett Mather Award for Art Criticism från College Art Association. Han blev hedersdoktor på Art Institute of Chicago 2008 och har varit finalist till Pulitzerpriset för konstkritik 2001 "för sina friska och engagerande åsikter om samtida konst" samt 2006 för sina fräscha, jordnära inslag om bildkonst och andra kulturella ämnen". Jerry Saltz bor och arbetar i New York och är gift med Roberta Smith, som är konstkritiker på New York Times.
| ”             | [svar på intervjuaren Irving Sandlers fråga "..du kom in på konstscenen omkring 1980. Hur tycker du konsten har utvecklats sedan dess?"] Jag tycker om att vi nu lever i en sorts Wikipedia-konstvärld. Detta är det bästa som någonsin kunde ske. Alla bidrar från alla håll hela tiden. Många av bidragen är förstås inte bra, eller är helt felaktiga, men det är OK. Det ordnar upp sig. Poängen är att det inte är endast en eller två accepterade stilar eller auktoriteter som bestämmer vilka stilarna är; det är inte endast tolv berömda konstnärer, flertalet av dem män, flertalet av dem från New York. Det är inte endast sex konsthandlare, sju konstsamlare och fyra konstkritiker. Saker och ting är inte helt öppna, men de är mer öppna än de någonsin varit. Tillståndet är förstås långt ifrån perpekt. Du vet, konstvärlden blir integrerad först när det finns lika många dåliga svarta konstnärer som det finns dåliga vita konstnärer. Då blir det en jubeldag. | „ |
| – Jerry Saltz | |   |